# Chtenopteryx sepioloides
Chtenopteryx sepioloides är en bläckfiskart som först beskrevs av Rancurel 1970.  Chtenopteryx sepioloides ingår i släktet Chtenopteryx och familjen Chtenopterygidae. Inga underarter finns listade i Catalogue of Life.